# Bolandoz
Bolandoz är en kommun i departementet Doubs i regionen Bourgogne-Franche-Comté i östra Frankrike. Kommunen ligger i kantonen Amancey som tillhör arrondissementet Besançon. År 2022 hade Bolandoz 379 invånare.

## Befolkningsutveckling
Antalet invånare i kommunen Bolandoz
Referens:INSEE